# 크로토신군

비엘코폴스카주 지도에 표시된 크로토신군의 위치

크로토신군(폴란드어: powiat krotoszyński)은 폴란드 비엘코폴스카주에 위치한 군으로 군청 소재지는 크로토신이며 면적은 714.23km2, 인구는 77,092명(2006년 기준), 인구 밀도는 110명/km2이다.
북쪽으로는 야로친군, 북동쪽으로는 플레셰프군, 동쪽으로는 오스트루프군, 남쪽으로는 돌니실롱스크주 밀리치군, 서쪽으로는 라비치군, 북서쪽으로는 고스틴군과 접한다. 6개 지방 자치체(1개 도시, 4개 도시형 농촌, 1개 농촌)를 관할한다.

군기
군 문장